# Jeanne de Navarre (1339-1403)
 (mars 2018).
Si vous disposez d'ouvrages ou d'articles de référence ou si vous connaissez des sites web de qualité traitant du thème abordé ici, merci de compléter l'article en donnant les références utiles à sa vérifiabilité et en les liant à la section « Notes et références ».
Pour les articles homonymes, voir Jeanne de Navarre.
Jeanne de Navarre ou Jeanne d'Évreux, née en 1339 et morte en 1403, est une infante de Navarre, devenue vicomtesse de Rohan de 1377 à 1396 par son mariage avec Jean Ier de Rohan.

## Biographie
Fille cadette des souverains Philippe III de Navarre et Jeanne II de Navarre, son éventuel mariage devient un des enjeux de la politique d'alliance de son frère le roi Charles II le Mauvais.
En 1364, elle est promise en mariage au seigneur anglo-gascon Jean de Grailly, captal de Buch, mais la défaite et la capture de dernier à la bataille de Cocherel met fin à ce projet.
En 1371, elle est promise à Robert d'Alençon. Celui-ci est le fils cadet de Charles II d'Alençon et de Marie de la Cerda, laquelle avait été mariée en premières noces avec Charles d'Étampes, oncle de Charles II de Navarre et de Jeanne. Robert d'Alençon était ainsi le demi-frère de Louis d'Étampes, cousin germain de Charles II de Navarre et de Jeanne. Cette alliance Navarre-Alençon-Étampes menaçant ses intérêts en Normandie, le roi de France Charles V fait empêcher ce mariage.
En septembre 1376, enfin, Jeanne de Navarre devient la seconde épouse de Jean Ier de Rohan, l'un des principaux seigneurs du duché de Bretagne. Jean de Rohan était veuf et avait plusieurs enfants, dont une fille, Jeanne de Rohan, mariée en 1374 avec Robert d'Alençon, ancien fiancé de Jeanne de Navarre.
Le 26 mai 1377, Jean Ier de Rohan et sa femme Jeanne de Navarre, achètent le fief de Guémené-sur-Scorff,  pour 3 400 sous d'or, aux dépens de Jean, sire de Longueval, et de Jeanne de Beaumetz son épouse pour l'attribuer à leur descendance. 
En 1386, la nièce de la vicomtesse de Rohan, Jeanne de Navarre, épouse le duc Jean IV de Bretagne.
En 1395, à la mort de son mari, elle s'installe à Guémené avec son fils unique Charles, désormais seigneur de ce fief.

## Descendance
De son mariage avec Jean Ier de Rohan est issu un fils unique:
- Charles de Rohan (1378-1438), origine de la branche de Rohan-Guémené, marié en 1405 avec Catherine du Guesclin, fille de Bertrand du Guesclin, cousin du connétable, et d'Isabeau d'Ancenis.